# Le Tréport

Le Tréport é uma comuna francesa na região administrativa da Normandia, no departamento de Sena Marítimo. Estende-se por uma área de 6,77 km². Em 2010 a comuna tinha 4 828 habitantes (densidade: 713,1 hab./km²).